# Helen Heberer

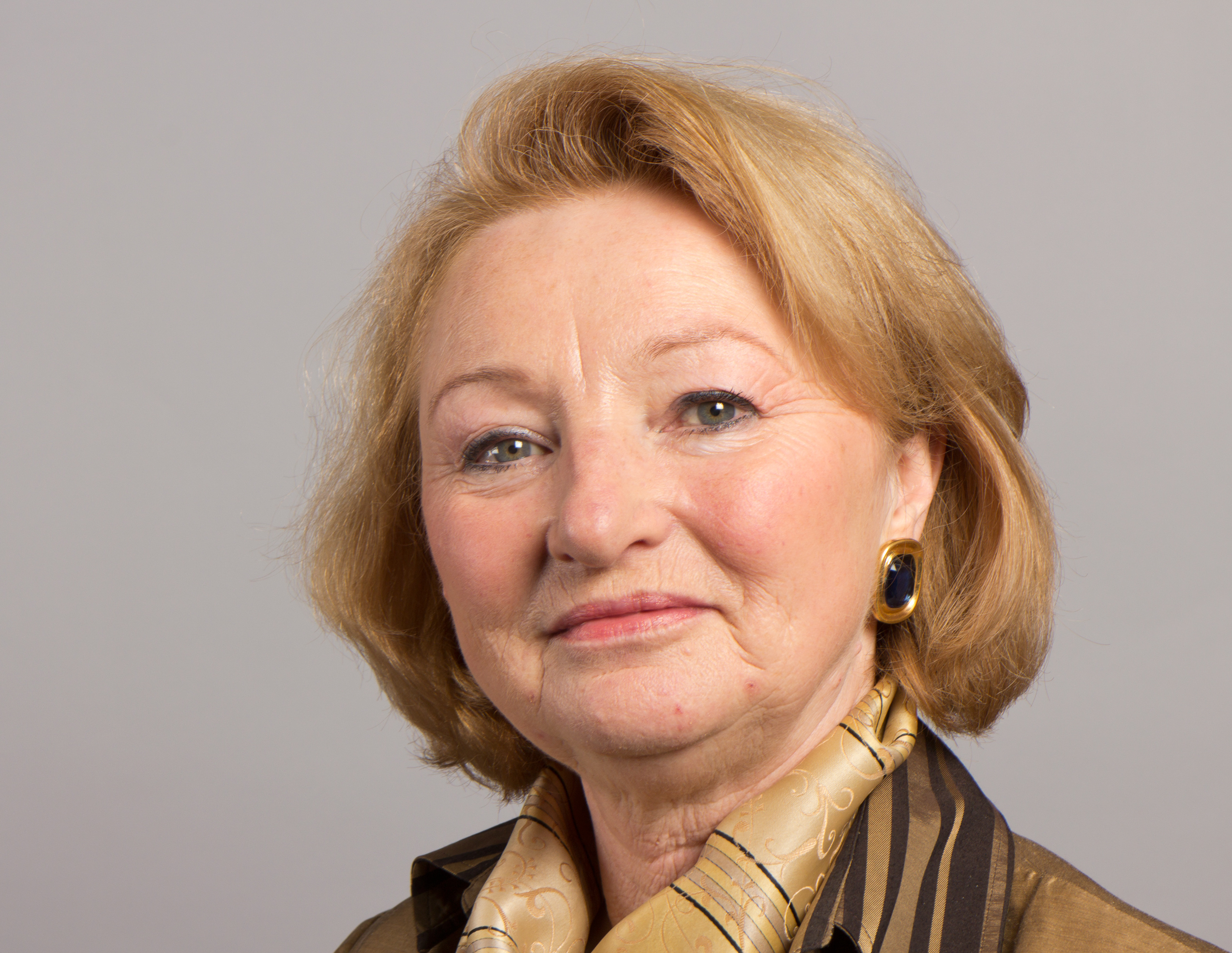
Helen Heberer, 2013

Helen Heberer (* 28. Dezember 1950 in Mannheim) ist eine deutsche Spracherzieherin und Politikerin der SPD. Sie war von 2006 bis 2016 Mitglied des Landtags von Baden-Württemberg.

## Ausbildung und Beruf
Nach der Lehre als Bürokauffrau und dem Diplom am Institut für Wirtschaftskommunikation und Welthandelssprachen war Helen Heberer zunächst international als Übersetzerin und Dolmetscherin tätig. Berufsbegleitend absolvierte sie ein Pädagogikstudium und arbeitete an der  Mannheimer Waldorfschule. Ab 1980 wurde sie zur Sprachtherapeutin und Sprecherzieherin ausgebildet. Von 1990 bis 2015  war sie Dozentin für Sprecherziehung und Theaterpädagogik an der Alanus-Hochschule  in Mannheim und arbeitete freiberuflich in logopädischer Praxis und als Sprachcoach im Medienbereich.

## Parteipolitikerin
Helen Heberer trat im Jahr 1995 in die SPD ein. In den Jahren 1997 bis 2003 war sie Vorsitzende der Arbeitsgemeinschaft sozialdemokratischer Frauen in Mannheim. Von 2002 bis 2008 war sie  Kreisvorsitzende der SPD Mannheim. Im Landesvorstand der SPD Baden-Württemberg war sie von 2001 bis 2011.

## Kommunalpolitikerin
In den Jahren 1999 bis 2024 gehörte sie dem Gemeinderat der Stadt Mannheim an. Für fünf volle Amtszeiten bekam Heberer im Oktober 2024 die Ratsmedaille in Gold der Stadt Mannheim überreicht.

## Landtagsabgeordnete

### Zweitmandat
Bei der Landtagswahl im März 2006 erhielt Heberer im Wahlkreises 36 (Mannheim-Süd) 29,4 % der Stimmen. Der erstplatzierte CDU-Kandidat Klaus Dieter Reichardt wurde von 38,6 % der Stimmbevölkerung gewählt. Sie konnte jedoch über das Zweitmandat in den Landtag von Baden-Württemberg einziehen. 2011 kandidierte sie zum zweiten und letzten Mal für den Landtag. Der Grünen Kandidat Wolfgang Raufelder lag mit 29,6 % und der CDU Kandidat Claudius Kranz mit 28,4 % vor ihr. Mit 27,9 %  erhielt sie ein Zweitmandat für ihren Wahlkreis.

### Ausschüsse und Fraktion
Sie war Mitglied des Ausschusses für Wissenschaft, Forschung und Kunst und von 2011 bis 2016 dessen Vorsitzende. Zudem war sie in allen beiden Wahlperioden Mitglied des Europaausschusses.
Für die SPD-Fraktion war sie kulturpolitische Sprecherin.

### Teilzeitabgeordnete
Parallel zu ihrem Landtagsmandat hatte sie ein Teildeputat als Dozentin für Theaterpädagogik und war  freiberufliche Sprecherzieherin im Wirtschafts- und Medienbereich.

## Aufsichts- und Vorstandstätigkeit

### Mit Bezügen
- Aufsichtsrat des Klinikums Mannheim gGmbH[14][15] bis 2015
- Aufsichtsrat der Popakademie Baden-Württemberg GmbH bis 2024[16][17][18]
- SWR-Rundfunkrat (Rundfunkrat, bis 2019 Programmausschuss Kultur, Ausschuss Recht und Technik, Landesrundfunkrat Baden-Württemberg, Landesprogrammausschuss Baden-Württemberg)[19][20][21]

### Ohne Bezüge
- friends of pop – Freundeskreis der Popakademie Baden-Württemberg (Vorsitzende)[22][23][24]
- Freunde und Förderer Nationaltheater (Stellvertretende Vorsitzende)[25]
- Freundeskreis Marchivum (Vorsitzende)[26]
- Förderverein Kurpfälzisches Kammerorchester (Stellvertretende Vorsitzende)[27]
- Kuratorium der Akademie für gesprochenes Wort[28]
- Stadtbild Mannheim (Vorsitzende)[29]
- Stiftungsrat Technoseum[30][31]
- Stiftungsrat Reiss-Engelhorn-Museen
- Stiftungsrat Kunsthalle
- Turngemeinschaft Mannheim (Ehrenmitglied im Vorstand)[32]
- Ortskuratorium Mannheim der Deutschen Stiftung Denkmalschutz (Leitung)[33]
- Mitglied im Landesdenkmalrat Baden-Württemberg
- Mitglied im Beirat des Europa-Zentrums Baden-Württemberg

## Frühere Aufsichts- und Vorstandstätigkeit

### Mit Bezügen
- Kuratorium der Staatlichen Toto-Lotto GmbH Baden-Württemberg
- Verwaltungsrat der Mannheimer Abendakademie und Volkshochschule Mannheim GmbH

### Ohne Bezüge
- Turngemeinschaft Mannheim/Landesleistungszentrum Kunstturnen (Vorsitzende)
- Verwaltungsrat des Badischen Staatstheaters Karlsruhe
- Verwaltungsrat der Württembergischen Staatstheater Stuttgart[34][35][36]
- Verwaltungsrat Haus der Geschichte Stuttgart

## Beratertätigkeit
- Denkmalbeirat Baden-Württemberg[37]

## Frühere Beratertätigkeit
- Fachbeirat „Kulturelle Bildung“ der Landesregierung
- Frauen-Kultur-Rat Mannheim
- Beirat der Kunststiftung Baden-Württemberg gGmbH (Vorsitz)
- Kulturunterausschusses der Baden-Württemberg Stiftung gGmbH[38][39][40][41]

## Mitgliedschaften (Auswahl)
- Europa-Union
- Kulturpolitischen Gesellschaft e. V.

## Kontroverse
Heberer beschäftigte ihren Stiefsohn mit Geldern aus der Mitarbeiterpauschale in ihrem Wahlkreisbüro in Mannheim. Ihr Stiefsohn ist kein Verschwägerter ersten Grades. Im Mai 2013 wurde dieser Sachverhalt bekannt. Heberer erklärte ihr sei kein Rechtsverstoß bewusst gewesen, weil auf dem Merkblatt für die Einstellungen nur erste Verwandtschaftsgrade und  Stiefkinder nicht ausdrücklich genannt gewesen seien. Die Landtagsverwaltung verzichtete aus diesem Grund auf die Rückzahlung. Heberer löste das Arbeitsverhältnis mit ihren Stiefsohn auf.

## Familie und Privates
Helen Heberer ist evangelisch und verwitwet. Sie lebt in Mannheim und spielt in ihrer Freizeit Tuba.